# 4. dynastie

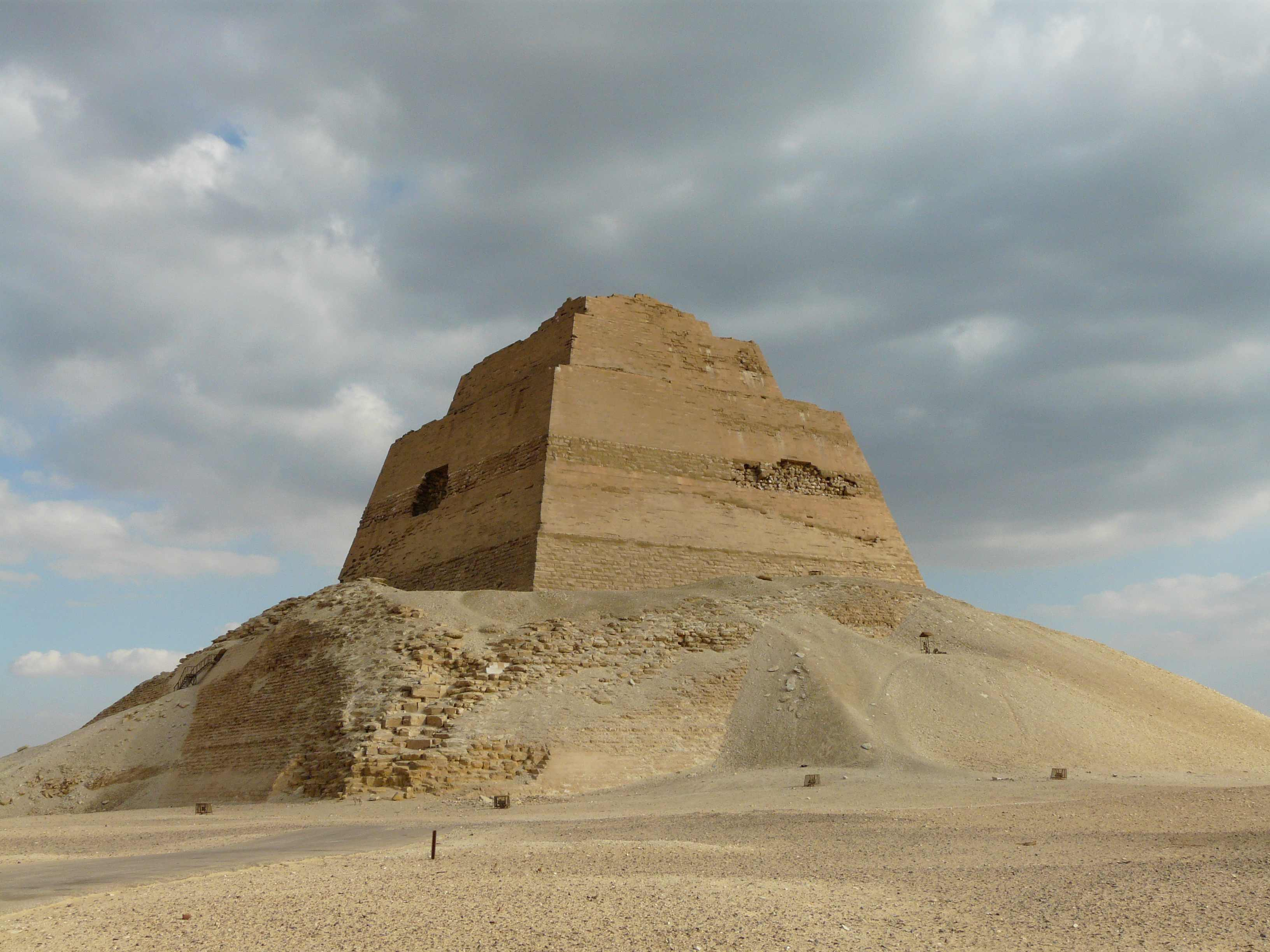
Pyramida v Meidumu

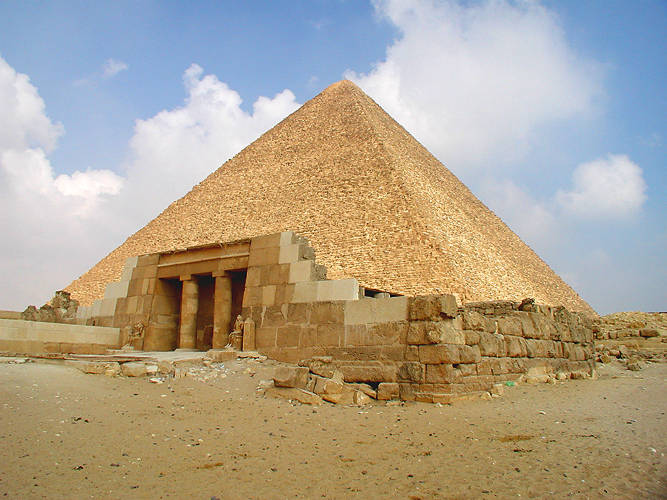
Velká pyramida v Gíze

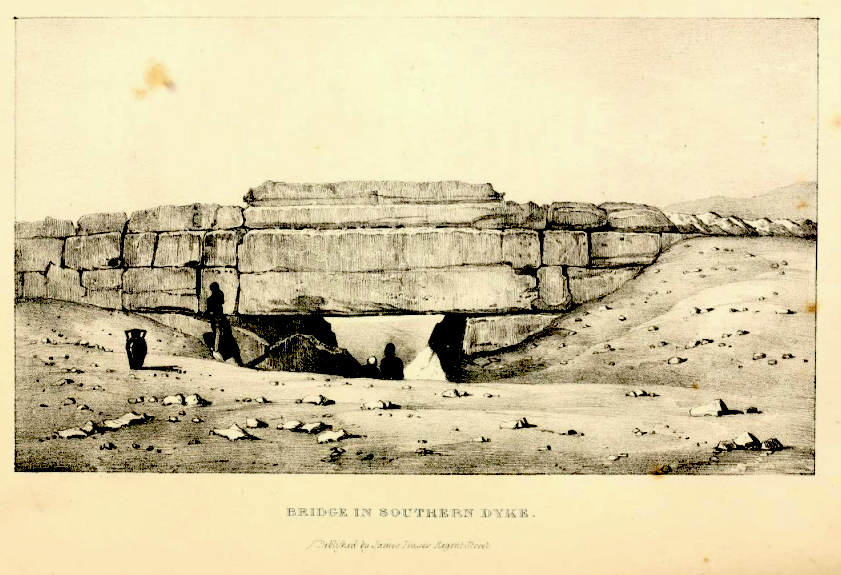
Brána v hrázi Heit el-Ghurab v roce 1837

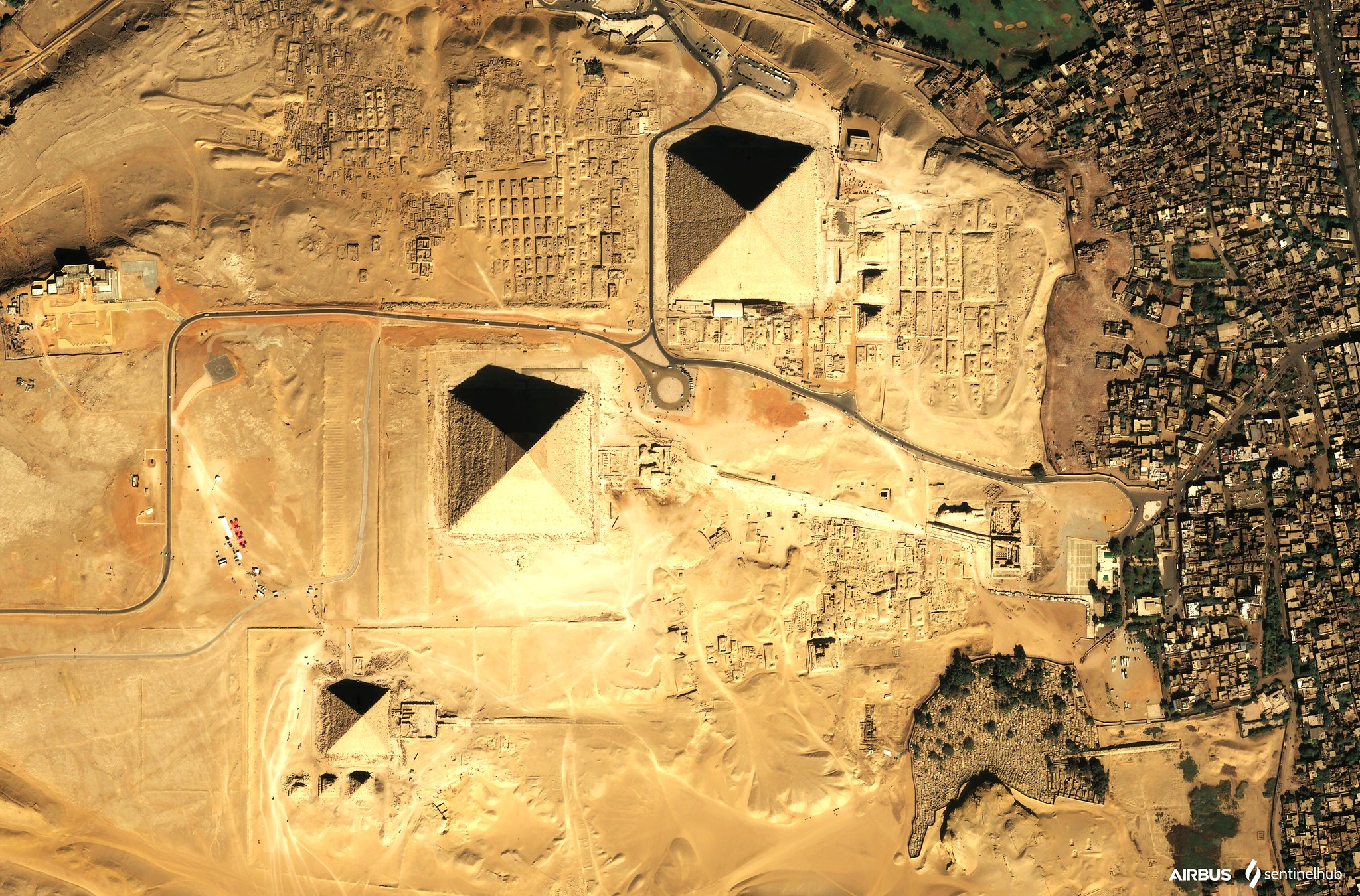
Pyramidový komplex na gízské planině; na spodním okraji je patrná přístupová cesta k pyramidě Rachefa "Heit el-Ghurhab", pro dopravu materiálů od původní laguny a kanálu k Nilu a odkryté město stavitelů pyramid

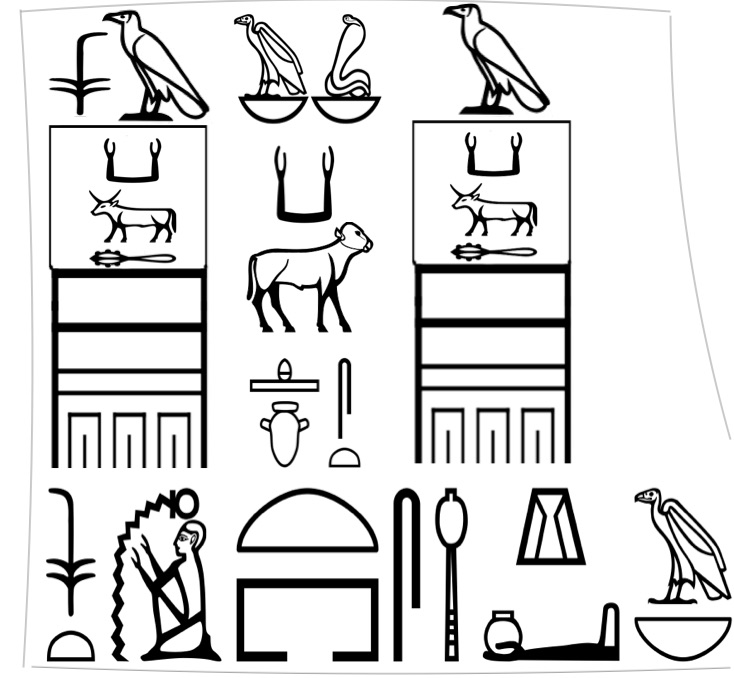
Rekonstrukce fragmentů pečetí nádob z lokality Heit el-Ghurab; serech faraona Menkaura, dole text "inspektor pomocníků královské dílny"

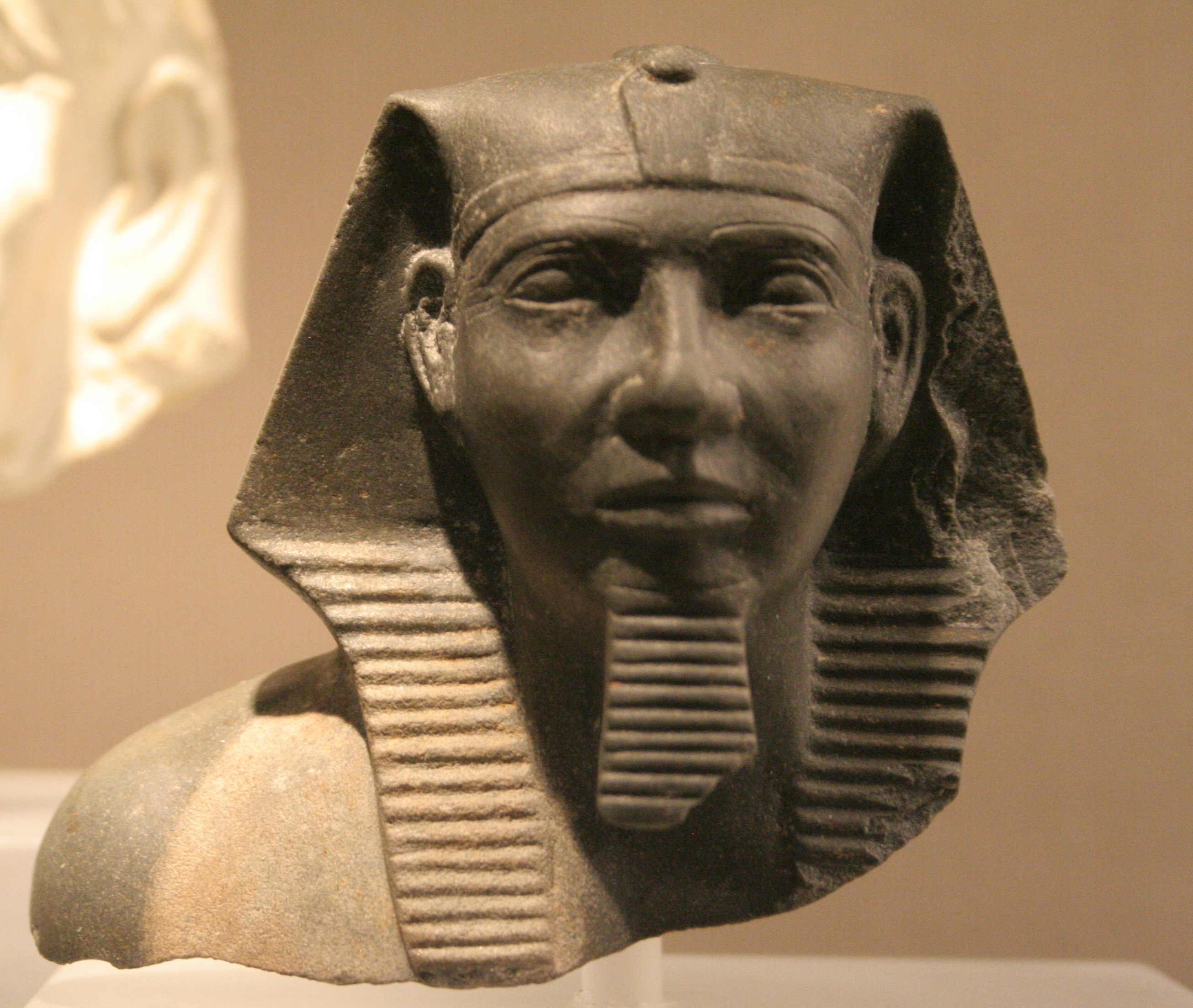
Busta faraona – Rachefa

4. dynastie je jednou ze staroegyptských královských dynastií řazených egyptology do historického období označovaného jako Stará říše. Badatelé soudí, že její vláda plynule navázala na dobu předcházející, 3. dynastii. Manehtovým důvodem pro změnu číslování nebyl nástup nové vládnoucí rodiny, ale změna v podobě pyramidových komplexů – nahrazení do té doby stupňovitých pyramid tzv. pyramidami pravými. Vládla přibližně v letech 2543–2436 př. n. l. s chronologií návaznou na následnou 5. dynastii.

## Panovníci
|                |     |       |   |
| \| \| \| \| \| |     |       |   |
|                |     |       |   |
| s              | nfr | r · f | w |

| s | nfr | r · f | w |

|                |     |       |   |
| \| \| \| \| \| |     |       |   |
|                |     |       |   |
| s              | nfr | r · f | w |

| s | nfr | r · f | w |

|                |     |       |   |
| \| \| \| \| \| |     |       |   |
|                |     |       |   |
| s              | nfr | r · f | w |

| s | nfr | r · f | w |

|                |     |       |   |
| \| \| \| \| \| |     |       |   |
|                |     |       |   |
| s              | nfr | r · f | w |

| s | nfr | r · f | w |

| G16 | nb · U4 | t |

| G16 | nb · U4 | t |

|                |   |   |   |
| \| \| \| \| \| |   |   |   |
|                |   |   |   |
| x              | w | f | w |

| x | w | f | w |

|                |   |   |   |
| \| \| \| \| \| |   |   |   |
|                |   |   |   |
| x              | w | f | w |

| x | w | f | w |

|                |   |   |   |
| \| \| \| \| \| |   |   |   |
|                |   |   |   |
| x              | w | f | w |

| x | w | f | w |

|                |   |   |   |
| \| \| \| \| \| |   |   |   |
|                |   |   |   |
| x              | w | f | w |

| x | w | f | w |

| G16 | Aa24 · r |

| G16 | Aa24 · r |

|             |    |   |
| \| \| \| \| |    |   |
|             |    |   |
| ra          | Dd | f |

| ra | Dd | f |

|             |    |   |
| \| \| \| \| |    |   |
|             |    |   |
| ra          | Dd | f |

| ra | Dd | f |

|             |    |   |
| \| \| \| \| |    |   |
|             |    |   |
| ra          | Dd | f |

| ra | Dd | f |

|             |    |   |
| \| \| \| \| |    |   |
|             |    |   |
| ra          | Dd | f |

| ra | Dd | f |

| G16 | xpr | m |

| G16 | xpr | m |

|             |    |    |
| \| \| \| \| |    |    |
|             |    |    |
| N5          | bA | kA |

| N5 | bA | kA |

|             |    |    |
| \| \| \| \| |    |    |
|             |    |    |
| N5          | bA | kA |

| N5 | bA | kA |

|             |    |    |
| \| \| \| \| |    |    |
|             |    |    |
| N5          | bA | kA |

| N5 | bA | kA |

|             |    |    |
| \| \| \| \| |    |    |
|             |    |    |
| N5          | bA | kA |

| N5 | bA | kA |

| E10 | D28 | Z1 |

| E10 | D28 | Z1 |

|                |         |    |          |
| \| \| \| \| \| |         |    |          |
|                |         |    |          |
| wsr            | ib · Z1 | N5 | N28 · I9 |

| wsr | ib · Z1 | N5 | N28 · I9 |

|                |         |    |          |
| \| \| \| \| \| |         |    |          |
|                |         |    |          |
| wsr            | ib · Z1 | N5 | N28 · I9 |

| wsr | ib · Z1 | N5 | N28 · I9 |

|                |         |    |          |
| \| \| \| \| \| |         |    |          |
|                |         |    |          |
| wsr            | ib · Z1 | N5 | N28 · I9 |

| wsr | ib · Z1 | N5 | N28 · I9 |

|                |         |    |          |
| \| \| \| \| \| |         |    |          |
|                |         |    |          |
| wsr            | ib · Z1 | N5 | N28 · I9 |

| wsr | ib · Z1 | N5 | N28 · I9 |

| G16 | F12 | m |

| G16 | F12 | m |

|                |    |     |           |
| \| \| \| \| \| |    |     |           |
|                |    |     |           |
| N5             | Y5 | D28 | D28 · D28 |

| N5 | Y5 | D28 | D28 · D28 |

|                |    |     |           |
| \| \| \| \| \| |    |     |           |
|                |    |     |           |
| N5             | Y5 | D28 | D28 · D28 |

| N5 | Y5 | D28 | D28 · D28 |

|                |    |     |           |
| \| \| \| \| \| |    |     |           |
|                |    |     |           |
| N5             | Y5 | D28 | D28 · D28 |

| N5 | Y5 | D28 | D28 · D28 |

|                |    |     |           |
| \| \| \| \| \| |    |     |           |
|                |    |     |           |
| N5             | Y5 | D28 | D28 · D28 |

| N5 | Y5 | D28 | D28 · D28 |

| G16 | D28 | E1 |

| G16 | D28 | E1 |

|             |           |          |
| \| \| \| \| |           |          |
|             |           |          |
| A51         | O34 · O34 | D28 · I9 |

| A51 | O34 · O34 | D28 · I9 |

|             |           |          |
| \| \| \| \| |           |          |
|             |           |          |
| A51         | O34 · O34 | D28 · I9 |

| A51 | O34 · O34 | D28 · I9 |

|             |           |          |
| \| \| \| \| |           |          |
|             |           |          |
| A51         | O34 · O34 | D28 · I9 |

| A51 | O34 · O34 | D28 · I9 |

|             |           |          |
| \| \| \| \| |           |          |
|             |           |          |
| A51         | O34 · O34 | D28 · I9 |

| A51 | O34 · O34 | D28 · I9 |

| G16 | A50 |

| G16 | A50 |

## Vývoj stavitelství, technologií a sociálních struktur
Dynastie stavitelů monumentálních pyramid na Gízské planině, které jsou obsahem nesčetných publikací, je také v historickém kontextu pokračovatelem stavitelských, technologických a technicky realizovaných staveb ve 3. dynastii. Architekt Džoserovy pyramidy, později zbožštěný Imhotep, musel v celém projektu řešit řadu technických a technologických problémů, včetně zabezpečení lidské pracovní síly a jejích řemeslných dovedností. Hloubení podzemních prostor vyžadovalo nivelizaci, vyměřování chodeb, osvětlení pracovních prostorů a nezanedbatelného větrání. Jejich rozsah zahrnuje labyrint tunelovaných komor a galerií, které mají celkovou délku téměř 6 km a jsou spojeny s centrální šachtou o průměru 7 m a hloubce 28 m. To vše vyžadovalo promyšlenou organizaci pracovních činností včetně logistického zabezpečení. Osvědčené stavební praktiky se přenášely i do budování následnických pyramid, Sechemcheta.
 Ve skutečnosti se uskutečňoval generační přenos zkušeností a dovedností s ohledem na tehdejší délku dožití, zejména fyzicky pracujících osob.

 
Formální přechod od 3. ke 4. dynastii byl v historickém kontextu plynulý, jen v smyslu dynastická personální posloupnosti se měnily ekonomické, náboženské představy a klimatické podmínky. Zakladatel 4. dynastie Snofru, za dobu své vlády ~23 roků, zahájil a v převážné míře také dokončil stavbu tří pyramid. Patrně první (označovanou jako falešná, egyptsky Haram al-Kaddáb) v Mejdunu , o které se uvádí, že původním základem byla pyramida Huniho a dostavba se provedla až za vlády Snofrua. Její povrch z vápencových bloků byl po dostavbě vybroušen do rovin. Snofru pak dokončil stavbu dalších dvou pyramid v Dáhšúru, Lomenou pyramidu  a Červenou pyramidu . Zejména u poslední zmíněné je doložen architektonický prvek "nepravé - přečnělkové klenby", který se exkluzivně uvádí ve velké galerii Cheopsovy pyramidy. Vrcholné stavitelské období ve 4. dynastii na Gízské planině bylo dlouhodobě archeologicky zkoumáno. Historii těchto prací popisuje Zahi Hawass.
 Vývoj stavebních praktik byl nezbytně spojen i s výrobou nejrůznějších pracovních nástrojů pro zpracování kamene v širším spektru jejich kvality, v zjednodušeném výčtu, pískovce, vápence až po nejtvrdší křemence, žuly či dioritu. Používané nástroje na bázi mědi, se škálou dalších přísad, byly odvislé od jejich geologického těžebního původu, metalurgického zpracování a následného kovářského formování podle účelu použití. Nejčastěji se, kromně jiných, jednalo o špičáky v různém stupni opotřebení. Podrobné fyzikálně metalurgické vlastnosti shrnuje jedna z posledních prací. Nástroje vyrobené z mědi s přísadami arsenu a dalších minoritních prvků, vykazovaly vlastnosti, zejména dané způsobem jejich technologického zpracování, kováním za tepla a následně za studena, které se příliš nelišily od lokalit těžby výchozích minerálů. Měděná ruda byla v období 4.dynastie ve větším rozsahu dobývána ve východní poušti mezi Nile a Rudým mořem a na Sinai v lokalitě Wadi el-Jarf, kde se také našly četné tavicí pece. Vytavená surovina se dopravovala do Gízy, kde se dále řemeslně zpracovávala. Unikátní nález papyrusu a jeho čtení prokázaly, že veškerá činnost byla systematicky administrována včetně činností pracovních skupin, tak jak ostatně se dělo v průběhu celého stavebního projektu stavby pyramidového komplexu v Gíze.

## Město stavitelů pyramid
Otázka „kdo byli stavitelé těchto monumentů“, jak žili, když uvážíme odhadovanou dobu vlády 4. dynastie ne více než 110 let. Základní archeologické práce provedené zejména v letech 1992–2002 odhalily „Zapomenuté město dělníků“ (Heit el-Ghurhab) vzdálené asi 400 m jižně od Velké sfingy. Severní okraj byl zvýrazněn masivní hrází v délce ~ 200 m o šířce ~10 m a hloubce rovněž ~10 m, složené z masivních kamenných bloků, jak ji zakreslil v roce 1837 Vyse s velkou bránou. Ta sloužila jednak k propojení se severní stranou a případnému odvodu zátopové přívalové vody na sever do přilehlé laguny a jednak to byla cesta ke stavbám Cheopse, Chefrena a Menkaurea, včetně budování jejich zádušních chámů. Nilské řečiště v době 4. dynastie, v době letních záplav, dosahovalo přibližně až k patě Velké sfingy. Zmíněná hráz byla součástí přístavu, kde se v období nilských záplav na bárkách dopravoval stavební materiál. Na jih od zmíněné hráze se vybudovalo sídliště na ploše více než 6 km2 s charakterem komplexní městské zástavby s obytnými budovami, pekárnami, jídelnou, budovou pro porážku zvířat a řeznického zpracování. Zástavba se postupně rozrůstala na západním okraji jako administrativní centrum stavebních prací a později i pro zabezpečení chodu zádušních chrámů. Město stavitelů pyramid bylo funkčním celkem pro život specializovaných skupin dělníků, patrně i jejich rodin, pro ubytování a stravování sezonních dělníků v období ročních nilských záplav. Archeologicky zdokumentovaná zástavba svědčí o plánovité výstavbě hlavních ulic (galerií), některé z nich zpevněných, uspořádaných řad domů a budov pro specifické účely, porážka zvířat, pekárny, jídelny aj.
Odkryté pohřebiště dělníků na západním svahu, poblíž Menkaurovy pyramidy, poskytlo z jejich kosterních nálezů i obraz o úrazech mužů i žen, ale také o jejich vyléčení. Prokázala se trepanace lebky k odstranění mozkového nádoru, doléčení zlomenin paží, dokonce u muže po amputaci nohy, který přežil dalších 14 let.

Podobné, i když znatelně menšího rozsahu, se odkryly dočasná sídliště stavitelů pyramid, ale i jiných staveb, jak jsou shrnuty Alexianian a Herbichem. Je tedy zřejmé, že organizace staveb ve 4. dynastii a jejich stavitelů se utvářela postupně se zřetelem na velikost stavby, dostupnost materiálů a lidských sil. Rozsáhlé sídliště v Heit el-Ghurab odpovídalo velikosti a době realizace monumentálních staveb na Gízské planině ve vrcholném období 4. dynastie.
Archeologický výzkum prováděný AREA  systematicky pokračuje a získané výsledky periodicky zveřejňuje v bulletinu viz např. 

## Fotogalerie

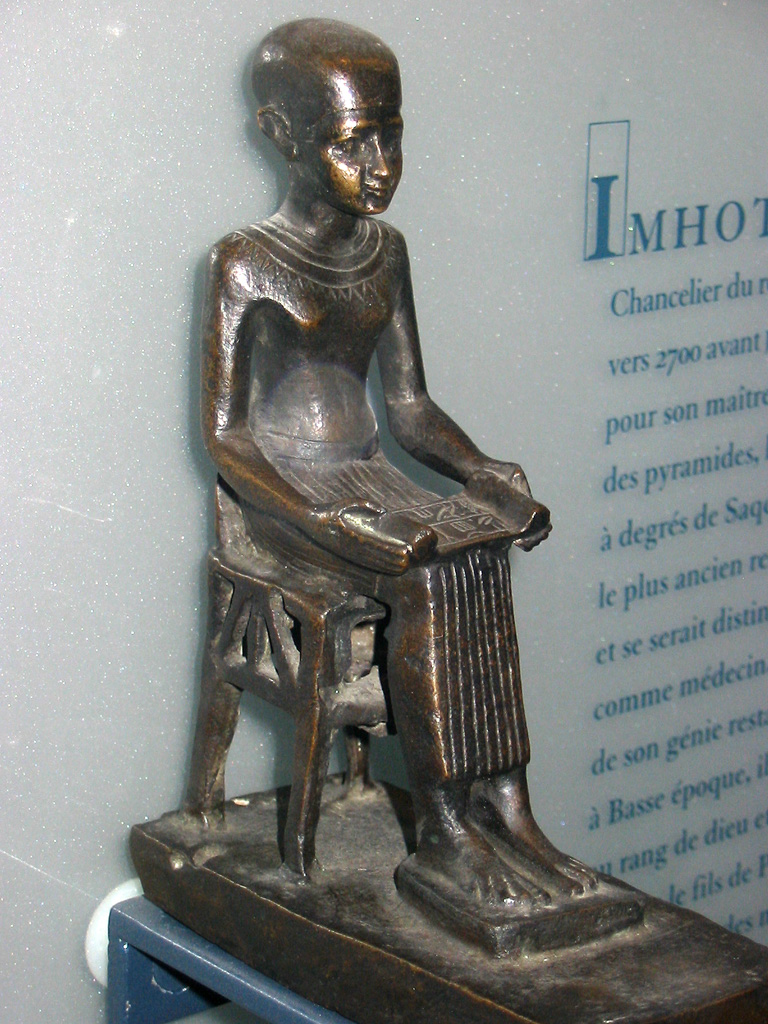
Soška Imhotepa, Museum Louvre
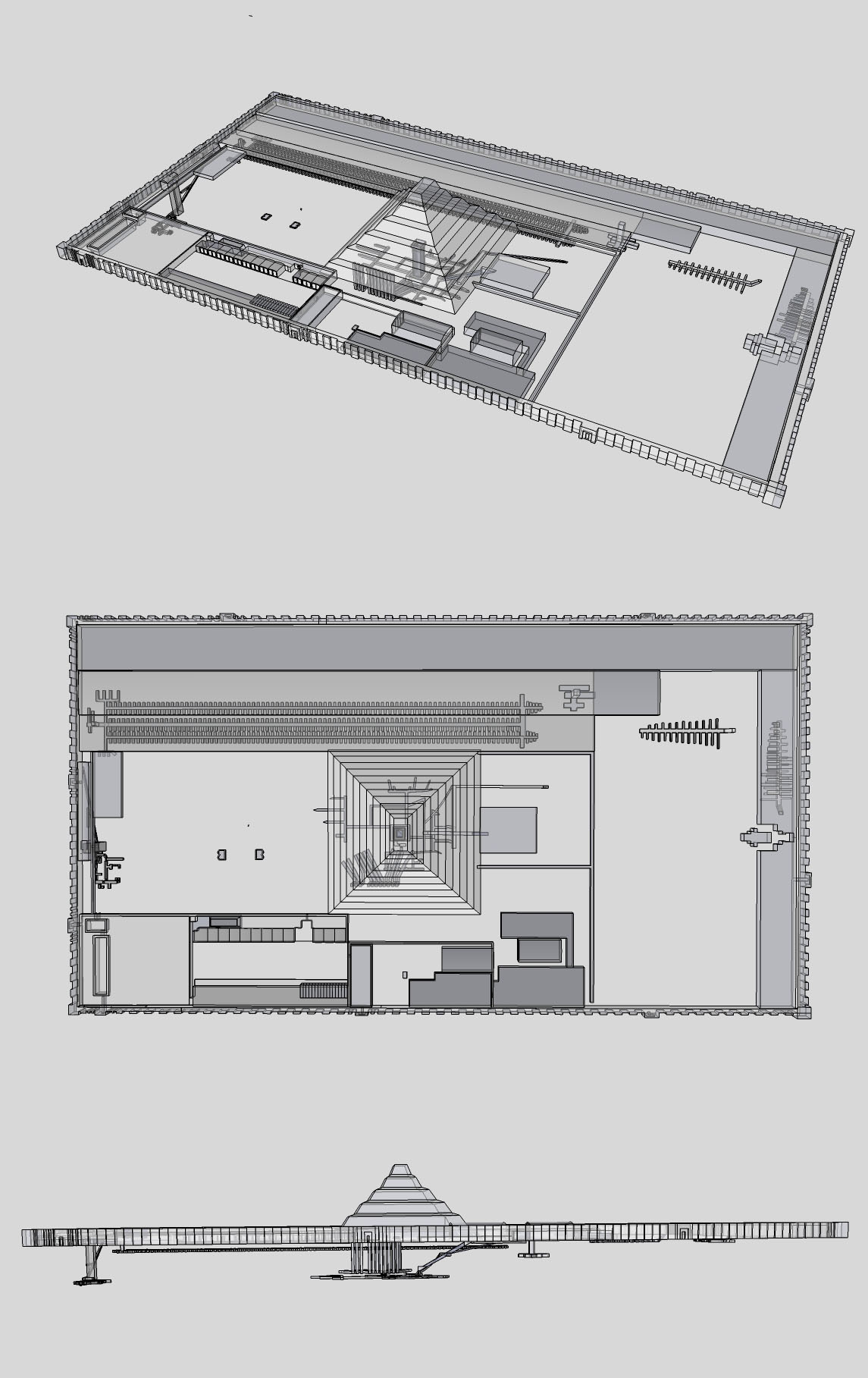
Model substruktury Džoserovy pyramidy
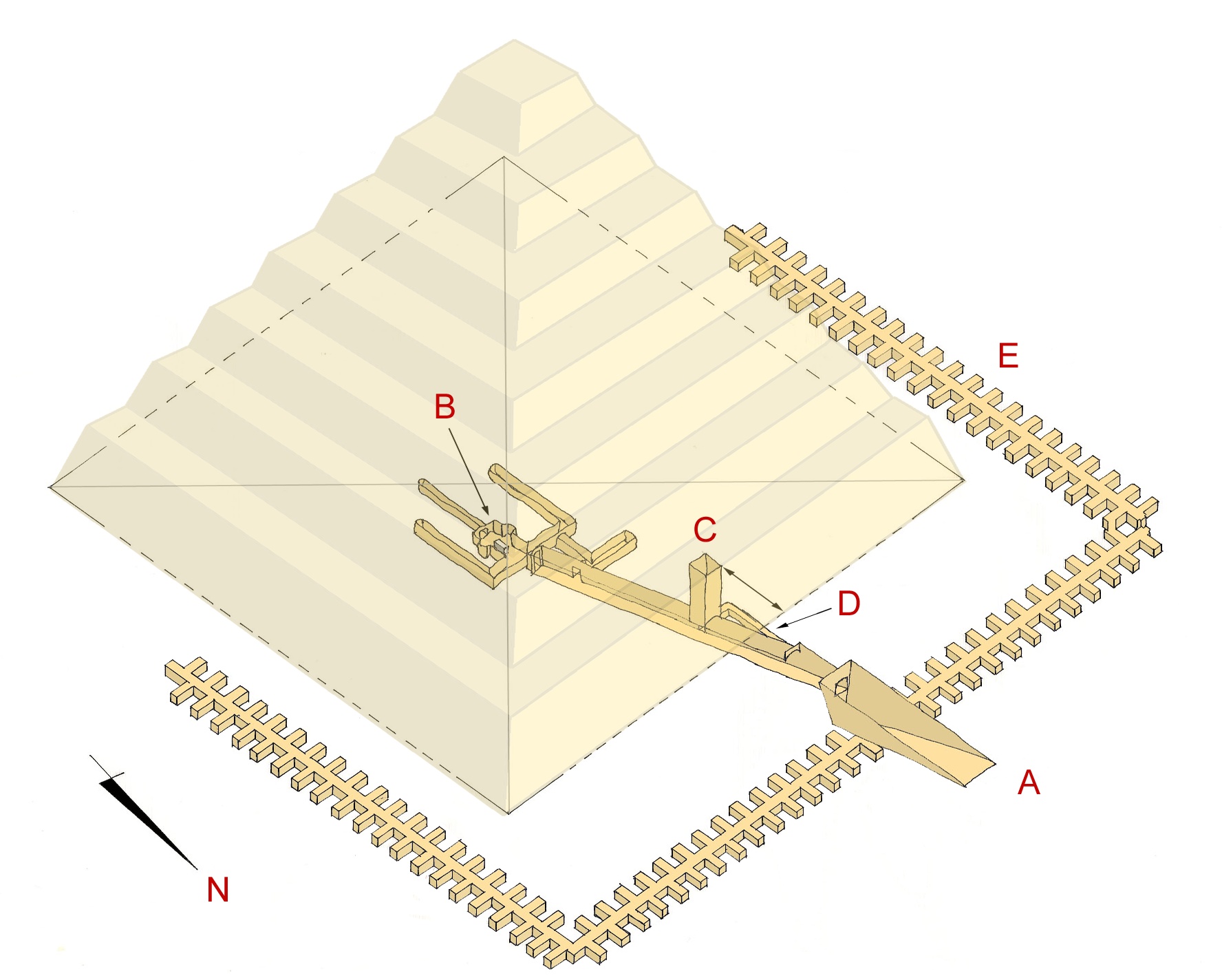
Model substruktury Pyramidy Sechemcheta 3. dynastie
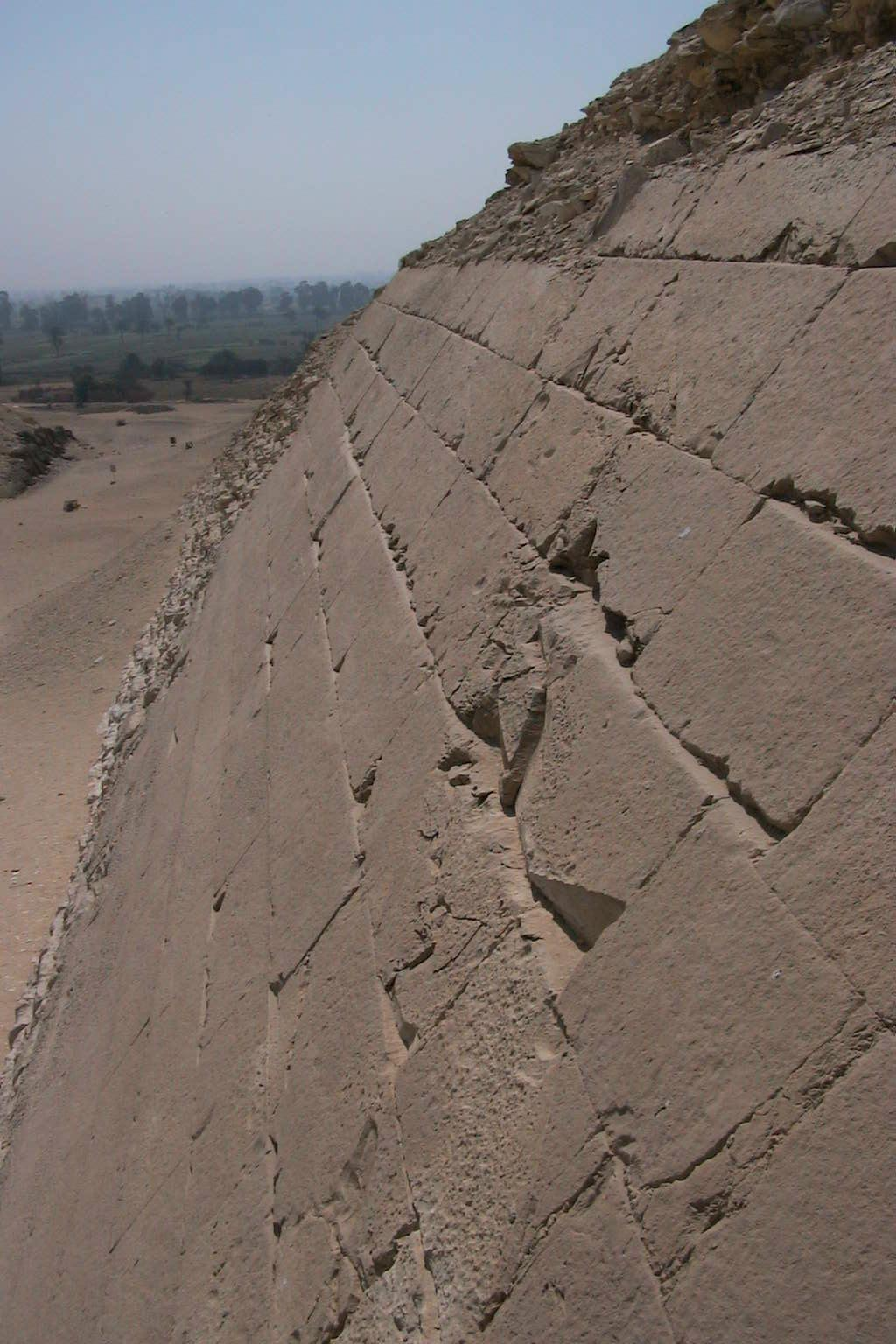
Pyramida Snofrua Meidun, zbroušená stěna obkladu pyramidy
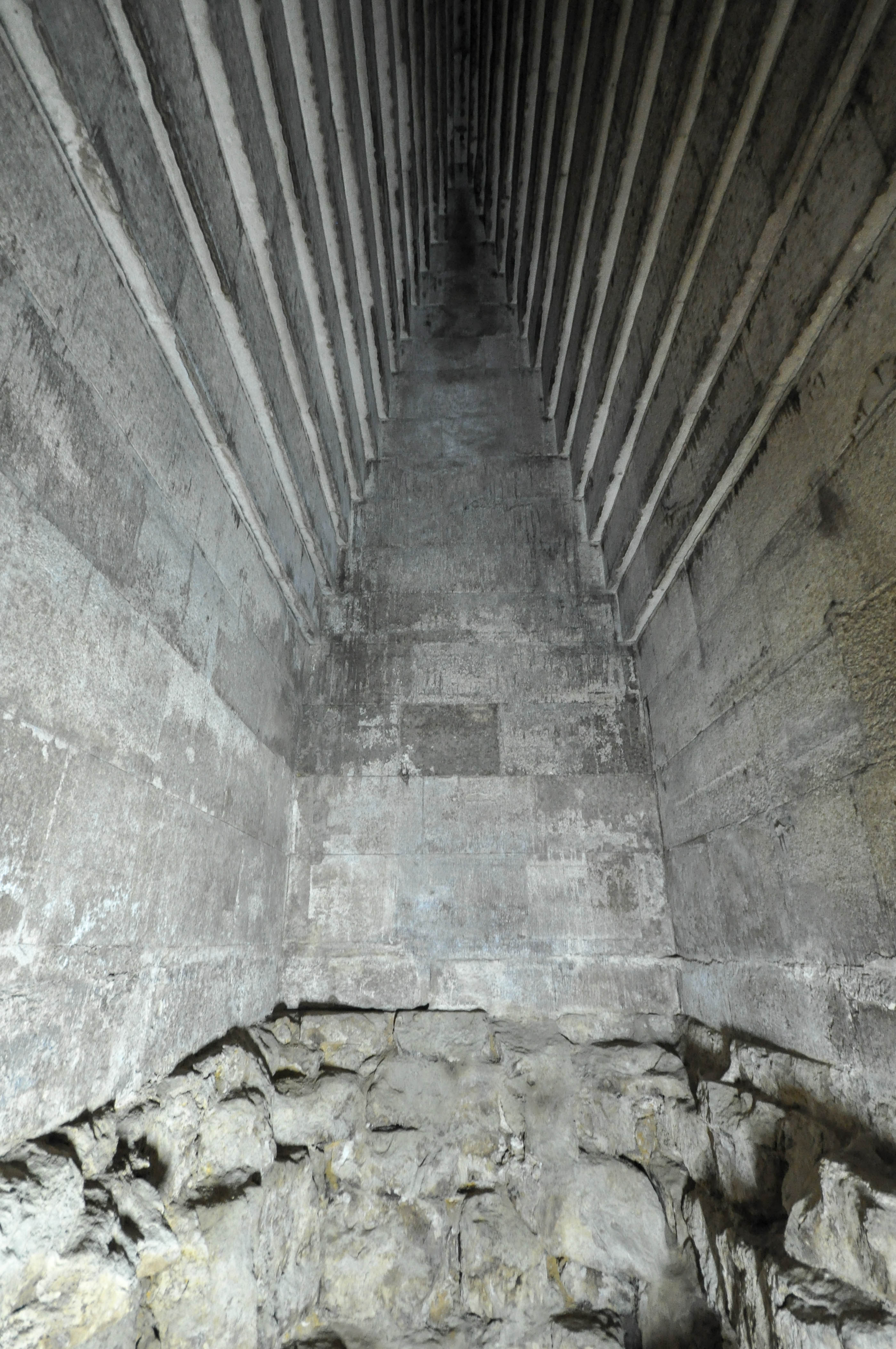
Nepravá klenba v pohřební komoře Červené Pyramidy v Dáhšúru
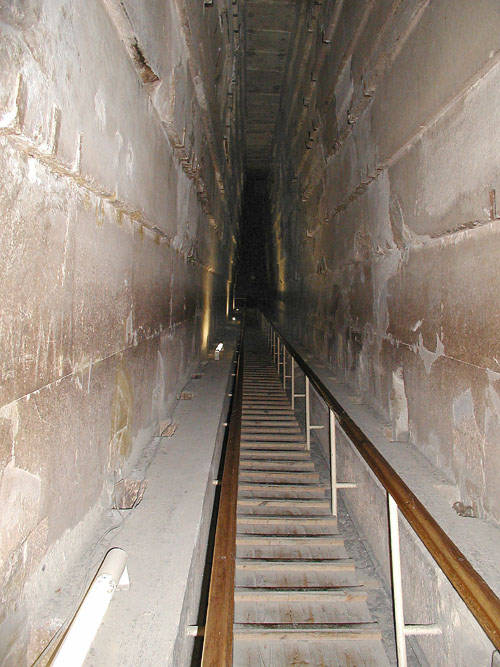
Velká galerie v pyramidě Cheopse
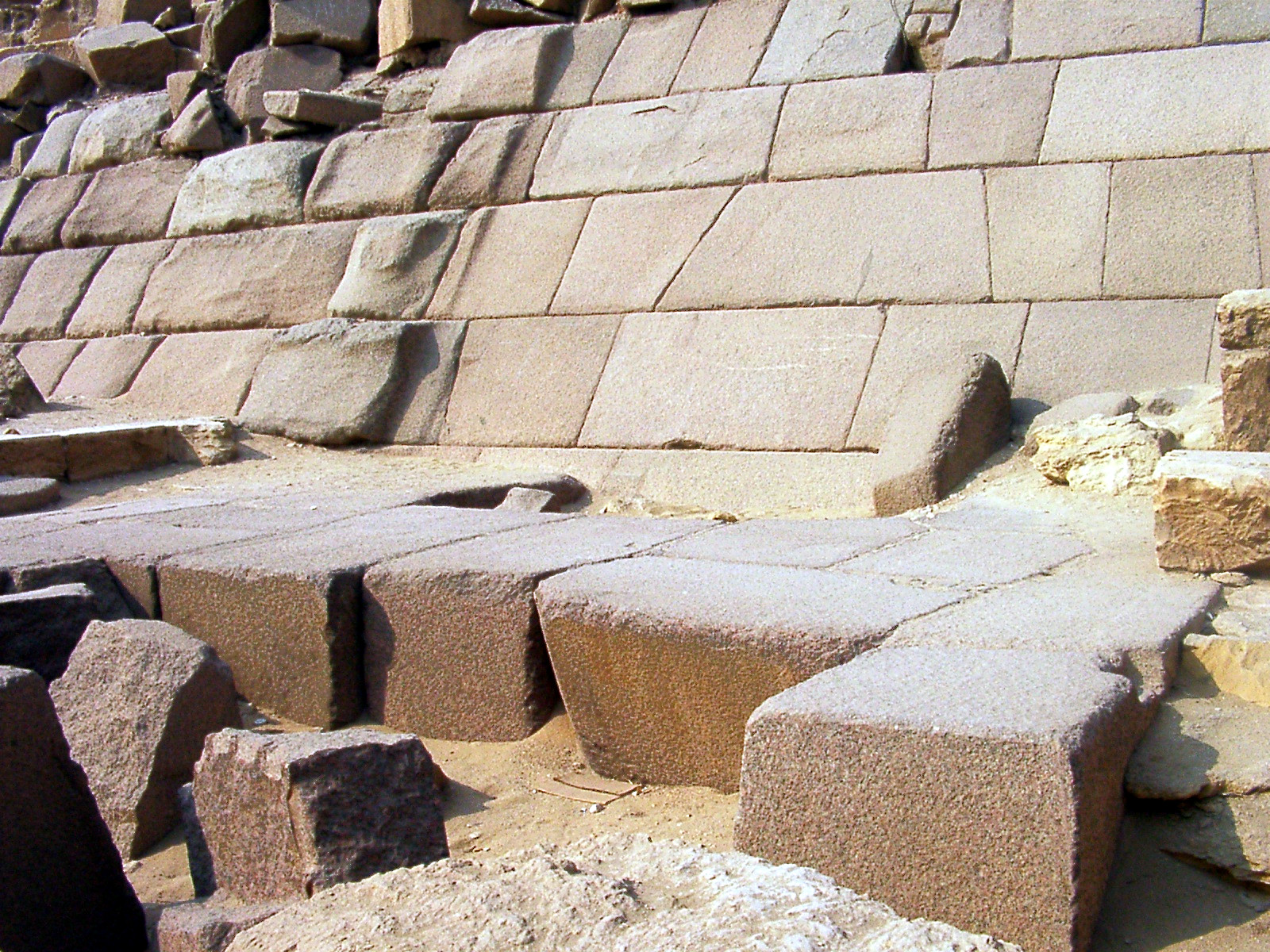
Nedokončená pyramida Menkaurea broušené obložení stěny z červené žuly
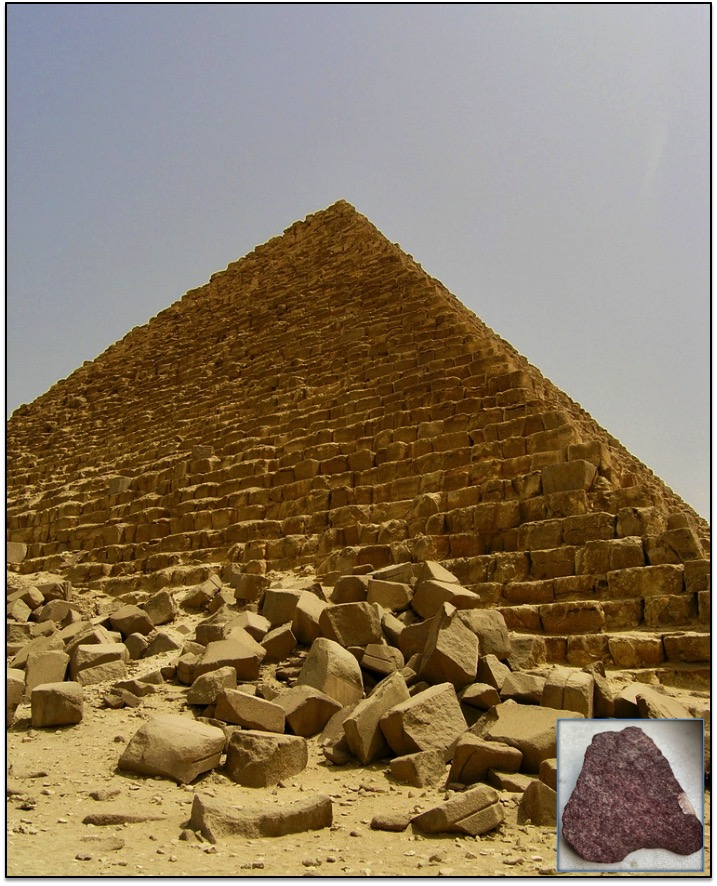
Pyramida Menkaurea; úlomky dílů obložení se stopami broušení a řezání, vpravo dole vzorek makrostruktury použité žuly